# Accusativus cum infinitivo
De accusativus cum infinitivo (aci), een lijdend voorwerp met een infinitief of infinitiefzin, is een grammaticale constructie. Het is een zinsconstructie met een gezegde dat alleen maar uit een infinitief bestaat. Strikt genomen is er in het Latijn alleen sprake van een aci als het zinsdeel in de accusativus als subject van de infinitief fungeert, maar de term wordt ook gebruikt voor constructies waarin dat niet het geval is.
Vooral in het Latijn en het Grieks was deze constructie gangbaar, maar ook in het Engels en het Nederlands komt ze geregeld voor.

## Nederlands
In het Nederlands wordt deze constructie vooral gebruikt bij werkwoorden die een gewaarwording uitdrukken, zoals "Ik vind dit niet kunnen".
De aci wordt veelvuldig gebruikt in zinnen die een zintuiglijke gewaarwording beschrijven, met name bij de werkwoorden zien en horen:
- 'Ik zag hem net naar buiten gaan'
- 'Hoor je de kat niet spinnen?'

Deze zinnen hebben dezelfde betekenis als de zinnen "Ik zag dat hij naar buiten ging" resp. "Hoor je niet dat de kat spint?". De aci kan in het Nederlands niet bij iedere zin gebruikt worden. Een constructie als "Ik denk hem zitten" is onjuist in het Nederlands, hier kan slechts "Ik denk dat hij zit" gebruikt worden, omdat de zin geen gewaarwording uitdrukt. "Denken" is een intransitief werkwoord.
Ook bij het werkwoord 'laten' wordt de aci veelvuldig gebruikt:
- 'De meester laat de kinderen vandaag iets eerder naar huis gaan'
- 'Laat hen toch zelf die som oplossen'

## Engels

### Enkele Engelse voorbeelden
- I want you to do the dishes: Ik wil dat jij de vaat doet.
- I told him to get stuffed!: Ik zei dat hij de pot op kon!
- The PM demands Parliament to reconsider the motion: De premier eist dat het parlement de motie heroverweegt.

## Latijn

### Infinitivus
Voorbeeld: audio eum advenire. In de Nederlandse vertaling van een aci wordt de infinitivus een persoonsvorm in een bijzin en de accusativus het onderwerp van die bijzin.

### Objects- en subjectsaccusativus
In de zin Video eum epistulam scribere is eum (hij) het psychologisch onderwerp en epistulam (een brief) het psychologisch lijdend voorwerp. eum is de subjectsaccusativus en epistulam de objectsaccusativus. Het voorbeeld is te vertalen als 'Ik zie dat hij een brief schrijft' of (ook met een infinitiefconstructie) 'Ik zie hem een brief schrijven'.

### Naamwoordelijk deel en persoonlijk voornaamwoord
Is de infinitivus een koppelwerkwoord, dan komt er ook een naamwoordelijk deel in de accusativus:
- Dicit se nuntium esse - hij zegt dat hij(zelf) een bode is
- Dicit eum nuntium esse - hij zegt dat hij (een andere persoon) een bode is

### Tijden

#### Infinitivus praesentis→ gelijktijdigheid
- audio eum epistulam scribere - ik hoor dat hij een brief schrijft
- audivi eum epistulam scribere - ik hoorde dat hij een brief schreef

#### Infinitivus perfecti→ voortijdigheid
- audio eum epistulam scripsisse - ik hoor dat hij een brief schreef / geschreven heeft
- audivi eum epistulam scripsisse - ik hoorde dat hij een brief geschreven had

#### Infinitivus futuri→ natijdigheid
- audio eum epistulam scripturum esse - ik hoor dat hij een brief zal schrijven
- audivi eum epistulam scripturum esse - ik hoorde dat hij een brief zou schrijven

### Dubbelzinnigheid
Bij de aci is er soms te kiezen wie als accusatief dient. Er is ook geen werkwoordsuitgang waar dit aan te zien is. Dit kan soms tot dubbelzinnigheden leiden, zoals in de orakel-uitspraak van Phyrrus:
- Aio te, Aeacida, Romanos vincere posse
  - 'Ik zeg dat jij, nakomeling van Aeacus, de Romeinen kunt overwinnen', of ook:
  - 'Ik zeg dat de Romeinen jou, nakomeling van Aeacus, kunnen overwinnen'.

Nog een voorbeeld:
- Dico te magnum imperium delere
  - 'Ik zeg dat jij een groot rijk verwoest', of:
  - 'Ik zeg dat een groot rijk jou verwoest'.